# Ron Killings
Ronnie Aaron Killings, znany jako R-Truth (ur. 19 stycznia 1972 w Georgii) – amerykański zawodowy wrestler, występuje w federacji World Wrestling Entertainment.

## Życiorys
Zadebiutował w 1997. Przed podpisaniem kontraktu z TNA, występował między innymi w MCW-Memphis Championship Wrestling, WWF-World Wrestling Federation, NWA: Wildside oraz TNA-NWA.
W 2007 dołączył do World Wrestling Entertainment, gdzie po raz pierwszy został Championem. 18 kwietnia 2011 roku, na RAW przeszedł heel turn. Doszło do niego po przegranej Trutha w walce o jego miejsce w Triple Threat Matchu o WWE Championship na Extreme Rules z Johnem Morrisonem. Na Over the Limit pokonał Reya Mysterio.Podczas Capitol Punishment przegrał z Johnem Ceną o pas WWE Championship.
Uczestniczył w RAW Money in The Bank Ladder Matchu jednak walizki nie zdobył. Założył Tag-Team z The Mizem i wzięli udział w walce o pasy Tag-Teamu przeciwko drużynie Kofi Kingston i Evan Bourne „AirBoom”. Przegrali walkę a winą obarczyli sędziego, pod zarzutem, że nie zaczął odliczania na czas, dlatego go znokautowali. Potem musieli się tłumaczyć przed prezesem WWE Triple H, który ustawił im walkę przeciwko CM Punkowi i Johnowi Cenie. Przegrali mecz po tym, jak Punk wykonał finisher GTS (Go To Sleep) na Mizie i zostali zwolnieni z World Wrestling Entertainment. Na Vengeance walczył w tag team z Mizem przeciwko CM Punkowi i Triple H. Na gali Vencenage zaatakował wraz z the Mizem Johna Cenę podczas walki o pas mistrzowski WWE. 1 Listopada R-Truth zaatakował The Miza chwilę później otrzymując Skull Crushing Finale na rampę przez co doznał kontuzji. Potem przeszedł Faceturn. Był mistrzem TT razem z Kofim Kingstonem. Na Night of Champions stracił pasy TT na rzecz Kane’a i Daniela Bryana. Po krótkim czasie od stracenia pasów mistrzowskich R-Truth i Kofi zdecydowali się rozdzielić swoje drogi. Po Extreme Rules w 2016 założył tag-team wraz z Goldustem pod nazwą „Golden Truth”.
7 kwietnia 2011 poślubił Pamelę Killings.
Styl walki
Finishery
- Lie Detector (Jumping reverse STO)
- Corkscrew scissors kick

Standardowe akcje
- Back body drop
- Clothesline
- Corkscrew flying forearm smash
- DDT
- Dropkick, sometimes from the top rope
- Flapjack
- Hurricanrana, sometimes while diving off the top rope
- Multiple Suplex variations
  - Belly to back
  - Super
- Leg drop, with theatrics
- Reverse elbow
- Scoop powerslam
- Scoop slam
- Sitout hip toss
- Sitout inverted suplex slam
- Spinebuster
- Vertical suplex stunner

## Osiągnięcia
- 52x WWE 24/7 Championship
- 2x mistrz wagi ciężkiej MCW
- 2x WWF Hardcore Championship
- 2x WWE United States Championship
- 2x NWA World Heavyweight Championship
- WWE Tag Team Championship – 1x Kofi Kingston[7]
- Slammy Awards w kategorii LOL Moment Of The Year

### Filmografia
| Rok  | Tytuł                                       | Rola                     | Reżyser          |
| ---- | ------------------------------------------- | ------------------------ | ---------------- |
| 2003 | Przywódca – zwariowana kampania prezydencka | Ron „The Truth” Killings | Chris Rock       |
| 2008 | Zapaśnik                                    | Ron „The Truth” Killings | Darren Aronofsky |
| 2016 | Break Dance Revolution                      | DJ R. Killings           | Gabriel Koura    |
| 2018 | Blood Brother                               | Blaine                   | John Pogue       |